# Pseudanthessius gracilis
Pseudanthessius gracilis är en kräftdjursart som beskrevs av Claus 1889. Enligt Catalogue of Life ingår Pseudanthessius gracilis i släktet Pseudanthessius och familjen Pseudanthessiidae, men enligt Dyntaxa är tillhörigheten istället släktet Pseudanthessius och familjen Pseudanthessidae. Arten är reproducerande i Sverige. Inga underarter finns listade i Catalogue of Life.